# ماسيمو رانيري
ماسيمو رانيري (بالإيطالية: Massimo Ranieri)‏ ممثل مسرحي ومغني موسيقى البوب، أنتج لنفسه أيضًا لفترة معينة في السينما، بِيع له أكثر من أربعة عشر مليون شريط، فهو ضمن الفنانين الإيطاليين الذين باعوا أكبر عدد من الشرائط في العالم. أصدر خلال حياته المهنية 31 ألبومًا و36 أغنية فردية.

## النشأة
كان الخامس من بين ثمانية أطفال، وُلد في قرية بالونيتو دي سانتا لوسيا، وهي منطقة شهيرة في حي نابولي الأنيق في سان فرديناندو، كان يعيش في منزل فقير للغاية يتكون من غرفة واحدة فقط في الطابق الخامس من مبنى قديم، كان طفلًا يكسب رزقه من خلال القيام بمهام مختلفة (صبي الخباز، صبي متجر، مساعد متجر، نادل في الاحتفالات). عندما كان طفلاً أجبره الأكبر سنًا على الغناء للسائحين.

## الحياة المهنية
سجل رانيري أربع أغنيات في عام 1964: عيد ميلاد سعيد سيدتي، إذا انتظرتني الليلة، لا تغلق الباب، ولا بريما فولتا. لم تنجح أي من الأربع، بعد ذلك بعامين عاود الظهور تحت اسمه المسرحي الجديد ماسيمو رانييري. في عام 1966 قدم أول ظهور تلفزيوني له في الغناء "Bene Mio". وبعد مرور عام ظهر مرة أخرى في التلفاز وهو يغني «أشفق على من يحبونك». في عام 1968 سجل أغنيتين أخريين: "Da Bambino" و "Preghiera".
في فبراير 2007 بدأ جولة موسيقية في إيطاليا بعنوان "Canto perché non-so nuotare...da 40 anni" والتي استمرت لأكثر من عامين، مع أكثر من 500 عرض وتم تحويلها إلى قرص مضغوط ودي في دي.

## فيلموغرافيا

### السينما
- ميتيلو، من إخراج ماورو بولونيني (1970)
- حاول أن تفهمني، من إخراج ماريانو لورينتي (1970)
- بوبو، من إخراج ماورو بولونيني (1971)
- الضوء في إحاطة العالم، من إخراج كيفن بيلينجتون (1971)
- لقاء، إخراج بييرو شيفازابا (1971)
- تهمة القتل لأحد الطلاب، من إخراج ماورو بولونيني (1972)
- ابن العم، من إخراج ألدو لادو (1974)
- آخر مرة، من إخراج ألدو لادو (1976)
- البطاطا الساخنة، من إخراج ستينو (1979)
- كاهن الحب، من إخراج كريستوفر مايلز (1981)
- آخر مرة معًا، إخراج (1981)
- مقيد بصداقة رقيقة، من إخراج ألفريدو جيانيتي (1983)
- الطيران! من إخراج فيتوريو دي سيستي (1999)
- خلفيات ليلية، من إخراج نينو روسو (2000)
- الروابط العائلية، من إخراج بيترو ساجليو (2002)
- تاريخ الحرب والصداقة، من إخراج فابريزيو كوستا (2002)
- فوجا، فيلم قصير، من إخراج ماتيو رولا (2005)
- العاطفة، من إخراج جون تورتورو (2010)
- المكائد، من إخراج ديفيد جريكو (2016)
- يذهب ريكاردو إلى الجحيم، من إخراج روبرتا توري (2017)
- أنا أكره الصيف، من إخراج ماسيمو فينير (2020)

### التلفزيون
- ثلاث نساء، فيلم تلفزيوني (1971)
- قصص من كامورا - مسلسلات تلفزيونية، حلقة واحدة (1978)
- مسحور الشراع - فيلم تلفزيوني (1982)
- في ظل البلوط الكبير - مسلسلات تلفزيونية، 4 حلقات (1984)
- مولود بالحب - مسلسلات تلفزيونية، 3 حلقات (1984)
- رينالدو في الميدان - فيلم تلفزيوني (1989)
- الابتزاز - مسلسل تلفزيوني، 6 حلقات (1989-1991)
- المنزل الذي تعيش فيه كورين - فيلم تلفزيوني (1996)
- الملاك الأسود - فيلم تلفزيوني (1998)
- حب عدوك - فيلم تلفزيوني (1999)
- قبلة في الظلام - فيلم تلفزيوني (2000)
- سأحفظك - فيلم تلفزيوني (2002)
- التشغيل التجريبي - فيلم تلفزيوني (2007)
- المليونير نابولي - فيلم تلفزيوني (2011)
- هذه الأشباح - فيلم تلفزيوني (2011)
- السبت والأحد والاثنين - فيلم تلفزيوني (2012)

## البرامج
- زوجان (البرنامج الوطني، 1970)
- كل ما تم بيعه (1973)
- منذ اللحظة الأولى التي رأيتك فيها (1976)
- البقع واللون (1976)
- رائع! (1989-1990)
- يمكن أن ينتظر التلفزيون (1990)
- عيد الأم (1992)
- والآن حان دورك... (1992)
- جميعنا مدعوون (2001)
- أحلم وأنا مستيقظ (2014، 2016)

## المسرح
- الليلة الثانية عشرة، من إخراج فالي وجورجيو دي لولو (1977)
- المريض الوهمي، من إخراج فالي وجورجيو دي لولو (1977)
- روح سيزوان الطيبة، من إخراج جورجيو ستريلر (1980)
- مسرح إكسلسيور، من إخراج موريزيو سكابارو (1993)
- جزيرة الرقيق، إخراج جورجيو ستريلر (1994)
- ألف ليلة وليلة، من إخراج موريزيو سكابارو (1996)
- هوليود-صورة لنجم، من إخراج جوزيبي باتروني غريفي (1998)
- البطل الكبير، من إخراج جوزيبي باتروني غريفي (2000)
- جميع النساء باستثنائي، من إخراج ماسيمو رانييري (2007)
- أغني لأنني لا أستطيع السباحة... لمدة 40 عامًا، من إخراج ماسيمو رانييري (2007)
- أحلم وأنا مستيقظ، من إخراج ماسيمو رانييري (2013)
- ريتشارد الثالث، من إخراج ماسيمو رانييري (2013)

## شكر وتقدير
- 2008 : جائزة فيتوريو دي سيكا
- 2010 : جائزة نابولي الممتازة في العالم
- 2011 : لوحة في شارع مهرجان سانريمو في فيا ماتيوتي في سانريمو، لأغنية بيردير أموري
- 2014 - جائزة اتجاه التلفزيون في فئة العشرة الأوائل مع حلم وأنا مستيقظ.
- 2015 - جائزة اتجاه التلفزيون في فئة العشرة الأوائل مع دريم وأنا مستيقظ2.
- 2019 - جائزة مدينة سورينتو الخاصة بمناسبة جائزة بياجيو أغنيس
- 2019 - جائزة فرجليوني

## الالتزام السياسي
كان ماسيمو رانيري أول من وقع على نداءات التصويت لصالح إعادة التأسيس الشيوعي، وفي مايو 2009 انضم إلى الدعوة للتصويت لصالح القائمة الموحدة الشيوعية (جمهورية الصين الشعبية والاشتراكية 2000) مع شخصيات عامة أخرى.

## روابط خارجية
- ماسيمو رانيري على موقع IMDb (الإنجليزية)
- ماسيمو رانيري على موقع ألو سيني (الفرنسية)
- ماسيمو رانيري على موقع ميوزك برينز (الإنجليزية)
- ماسيمو رانيري على موقع أول موفي (الإنجليزية)
- ماسيمو رانيري على موقع قاعدة بيانات الأفلام السويدية (السويدية)
- ماسيمو رانيري على موقع أول ميوزيك (الإنجليزية)
- ماسيمو رانيري على موقع ديسكوغز (الإنجليزية)
- ماسيمو رانيري على موقع قاعدة بيانات الفيلم (الإنجليزية)
- ماسيمو رانيري على موقع كينوبويسك (الروسية)